# ユーリ・エンリケ・ジ・オリヴェイラ・コスタ
ユーリ（Hyuri）ことユーリ・エンリケ・ジ・オリヴェイラ・コスタ（ポルトガル語: Hyuri Henrique de Oliveira Costa、1991年9月29日 - ）は、ブラジルのサッカー選手。ポジションはFWまたはMF。

## 経歴
2014年1月26日に、ボタフォゴFRから中国サッカー・スーパーリーグの貴州人和に移籍。
2016年1月5日に貴州人和からアトレチコ・ミネイロに移籍、コパ・リベルタドーレス20164位に貢献した。なお、アトレチコ・ミネイロでの初陣は2016年1月13日に行われたシャルケ04との親善試合であった。